# Калигандж (подокруг, Газипур)
Калигандж (бенг. কালিগঞ্জ, англ. Kaliganj) — подокруг в центральной части Бангладеш в составе округа Газипур. Образован в 1947 году. Административный центр — город Калигандж. Площадь подокруга — 158,79 км². По данным переписи 1991 года численность населения подокруга составляла 175 915 человек. Плотность населения равнялась 1108 чел. на 1 км². Уровень грамотности населения составлял 87,95 %. Религиозный состав: мусульмане — 87,95 %, индуисты — 10,54 %, христиане — 1,37 %, прочие — 0,14 %.